# Thủ Lộ Vương
Thủ Lộ (首露王, năm 42 (임인년) ~ 199, triều đại: 42 ~ 199) hay Kim Thủ Lộ (김수로; 金首露) là vị vua đầu tiên của thành bang Kim Quan Già Da thuộc đông nam Triều Tiên. Ngoài ra ông còn được gọi bằng tên khác là Thủ Lăng (首陵, 수릉), Não Thất Thanh Duệ (뇌질청예, 惱室靑裔) hay những tên tương tự. Miếu hiệu là Kim Quan Già Da Thái Tổ

## Truyền thuyết
Theo truyền thuyết về sự hình thành của Kim Quan Già Da được chép trong biên niên sử Giá Lạc quốc lý (가락국기, 駕洛國記, Garakguk-gi) của Tam quốc di sự, Thủ Lộ Vương là một trong 6 vương tử đã sinh ra từ 6 quả trứng rơi xuống từ thiên đường trong một chiếc bát vàng bọc trong tấm vải đỏ. Thủ Lộ là người sinh đầu tiên trong số đó và dẫn đầu những người khác thành lập nên 6 thành bang trong khi khẳng định là người lãnh đạo của liên minh Già Da (Gaya).
Cũng theo truyền thuyết, phu nhân của Thủ Lộ Vương là Hứa Hoàng Ngọc (Heo Hwang-ok) là công chúa của nước A Du Đà (Ayuta) (아유타, 阿踰陀) tại vùng đất thuộc Ấn Độ ngày nay. Bà được cho là đã đến Già Da bằng thuyền. Họ có 10 người con tất cả, hai trong số đó lấy họ mẹ. Ayuta ngày nay thường được xác định là Ayodhya tại Ấn Độ, và câu chuyện này cũng là một điểm sáng nhất định trong mối quan hệ Hàn Quốc-Ấn Độ hiện đại.
Câu chuyện thể hiện quan điểm sơ khởi cho rằng các vị vua là từ thiên đường giáng xuống. Đáng chú ý, một số vương quốc Triều Tiên khác ngoài 6 thành bang Già Da cũng có truyền thuyết hình thành dựa trên các mối liên hệ với trứng và gà. Đông Minh Vương (Jumong), vị vua sáng lập nên Cao Câu Ly, được cho là đã sinh ra từ một quả trứng của vương phi Liễu Hoa (Yuhwa) của Đông Phù Dư; Hách Cư Thế, vị vua đầu tiên của Tân La, cũng được cho là đã sinh ra từ một quả trứng; và Kim Át Trí (Kim Alji), tổ tiên của Tân La, được nói là đã được Hồ Công (Hogong) sinh ra tại Kê Lâm (Gyerim) trong một cái hộp vàng, nơi một con gà trống đang gáy. Các khía cạnh của truyền thuyết đã được khai thác để biết thêm thông tin vè văn hóa Già Da, vốn ít tư liệu đề cập tới.

## Trong văn hóa hiện đại

### Lăng mộ và hậu duệ
Một ngôi mộ của Thủ Lộ Vương vẫn còn tồn tại ở Gimhae ngày nay. Các thành viên gia tộc Kim ở Gimhae, những người tiếp tục duy trì vị thế quan trọng trong xã hội Hàn Quốc hiện nay, có một chút tổ tiên tưg Thủ Lộ Vương, cũng như các thành viên của Heo (Hứa) ở Gimhae không kết hôn với nhau cho đến thế kỷ 20.

### Quan hệ với Ayodya
Thành phố miền bắc Ấn Độ Ayodhya, một đoàn đại biểu Hàn Quốc gần đây đã khánh thành đài tưởng niệm tổ tiên của họ là vương hậu Heo Hwang-ok. Hơn một trăm nhà sử học và đại diện chính phủ, gồm cả đại sứ Bắc Triều Tiên tại Ấn Độ đã khánh thành bức tượng ở bờ tây sông Saryu.

### Trong văn hoá đại chúng
Một bộ phim truyền hình mang tên Kim Suro (Kim Thủ Lộ) đã được phát sóng ngày 29 tháng 5 năm 2010 trên MBC. Diễn viên Ji Sung đóng vai Kim Suro bên cạnh các diễn viên khác như Yu Oh-seong và Bae Jong-ok.